# Chilehaus
Chilehaus (en alemán: 'Casa de Chile') es un edificio de oficinas localizado en la ciudad portuaria de Hamburgo (Alemania) que fue declarado patrimonio de la humanidad por la Unesco el 5 de julio de 2015 dentro del conjunto «Área de Speicherstadt y barrio de Kontorhaus con el edificio Chilehaus».
El edificio, un ejemplo del movimiento arquitectónico conocido como «expresionismo en ladrillo» de los años 1920, está levantado sobre una superficie de 5950 m², tiene diez pisos de altura y 36 000 m² construidos.

## Diseño
El edificio Chilehaus es famoso por su punta, que recuerda a la proa de un buque, y por sus fachadas que se unen en un ángulo muy agudo en la esquina de las calles Pumpen y Burchardstraße. La mejor vista del edificio se obtiene desde el este. Sus acentuados elementos verticales y la posición retrasada de los pisos superiores, así como la fachada curva en la calle Pumpen, le dan al edificio un toque de ligereza, a pesar de su enorme tamaño.
El edificio tiene una estructura de hormigón armado y en su construcción se usaron 4.8 millones de ladrillos oscuros Oldenburg. Debido a su construcción en un terreno difícil, se construyeron pilotes de hormigón armado reforzado de 16 metros de profundidad para lograr estabilidad. A causa de la cercanía del terreno de construcción al río Elba, se construyeron sótanos especialmente sellados y los equipos de calefacción se situaron en un pozo de cimentación, que puede flotar dentro del edificio, evitando de esta manera el daño a la maquinaria en caso de inundaciones.
Los elementos esculturales de las escaleras y en la fachada fueron hechos por el escultor alemán Richard Kuöhl.

## Historia
El edificio Chilehaus fue diseñado por el arquitecto alemán Fritz Höger y construido entre 1922 y 1924. Fue comisionado por el magnate naviero inglés Henry Brarens Sloman, quien hizo su fortuna comerciando salitre chileno, de ahí el nombre de Chilehaus. El costo del proyecto es difícil de calcular debido a la hiperinflación que sufría Alemania durante la construcción del edificio, pero se estima que fueron más de diez millones de marcos imperiales.
En 1983 fue declarado Monumento Histórico (Denkmalschutz en alemán) y en 1999 entró a formar parte de los candidatos para ser declarado patrimonio de la humanidad por la Unesco; finalmente, fue declarado como tal el 5 de julio de 2015.
Actualmente el edificio es propiedad de la compañía inmobiliaria alemana Union Investment Real Estate AG y en él tiene su sede el Instituto Cervantes de Hamburgo.

Detalles del edificio
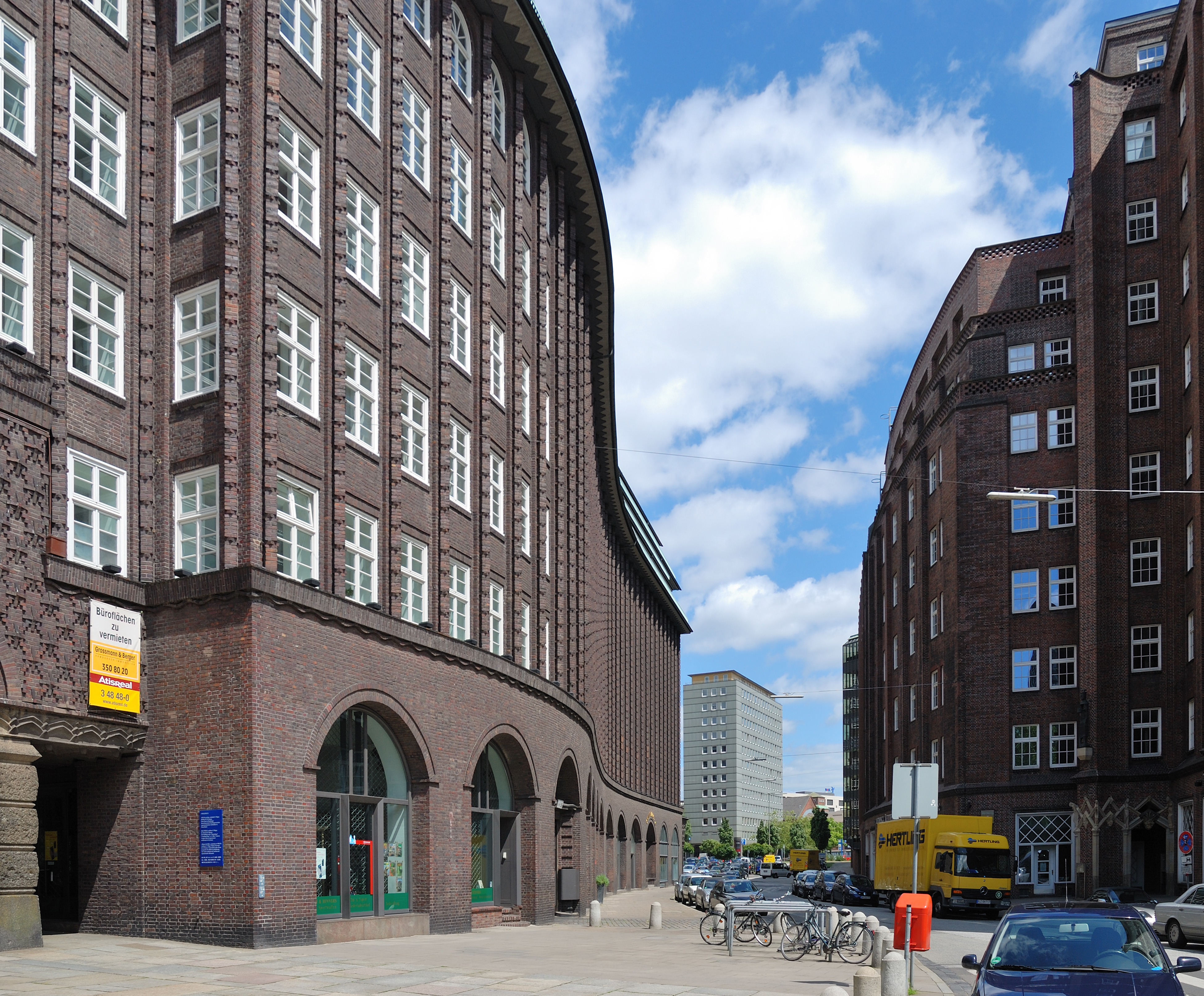
Fachada curva
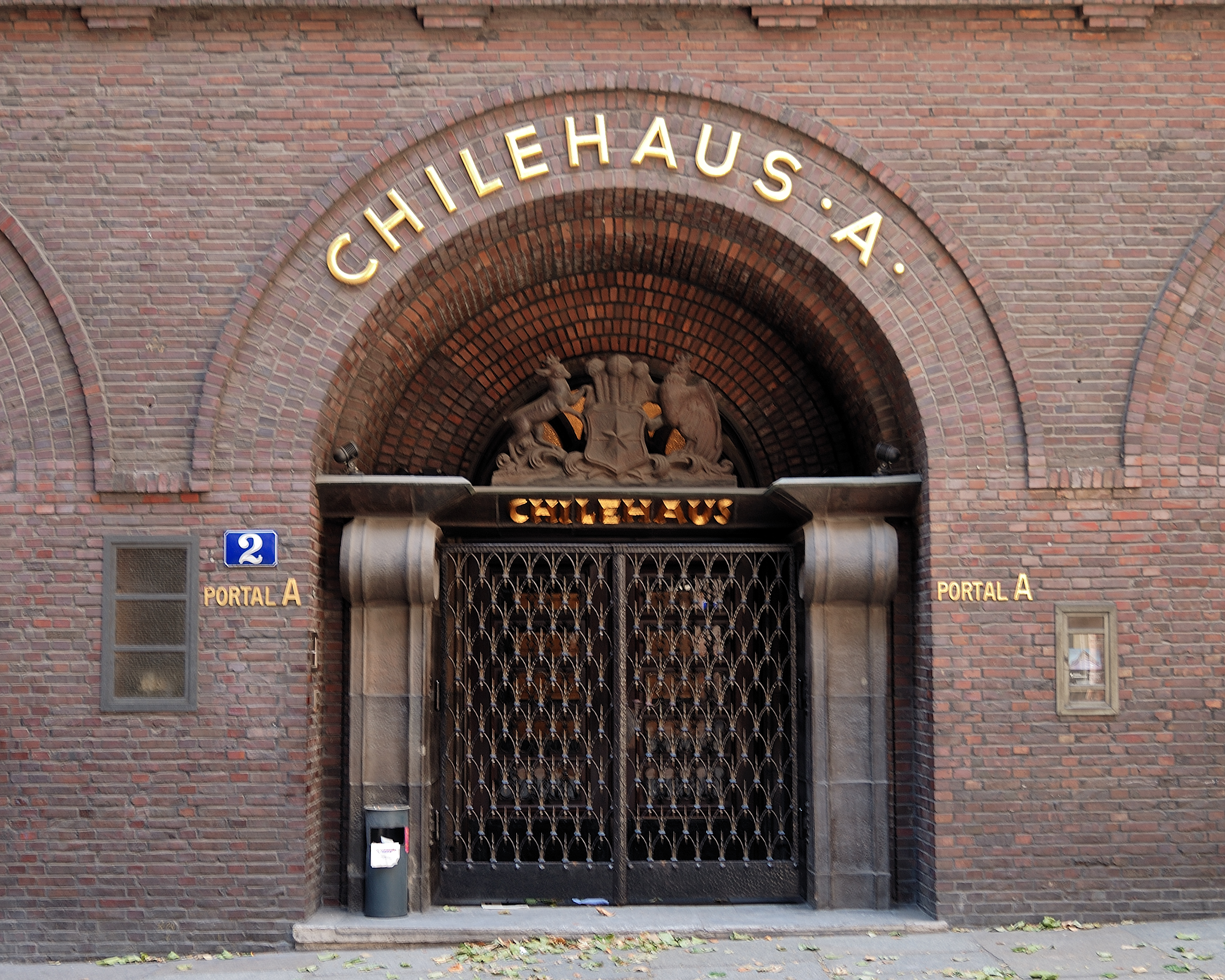
Escudo nacional chileno como ornamentación.
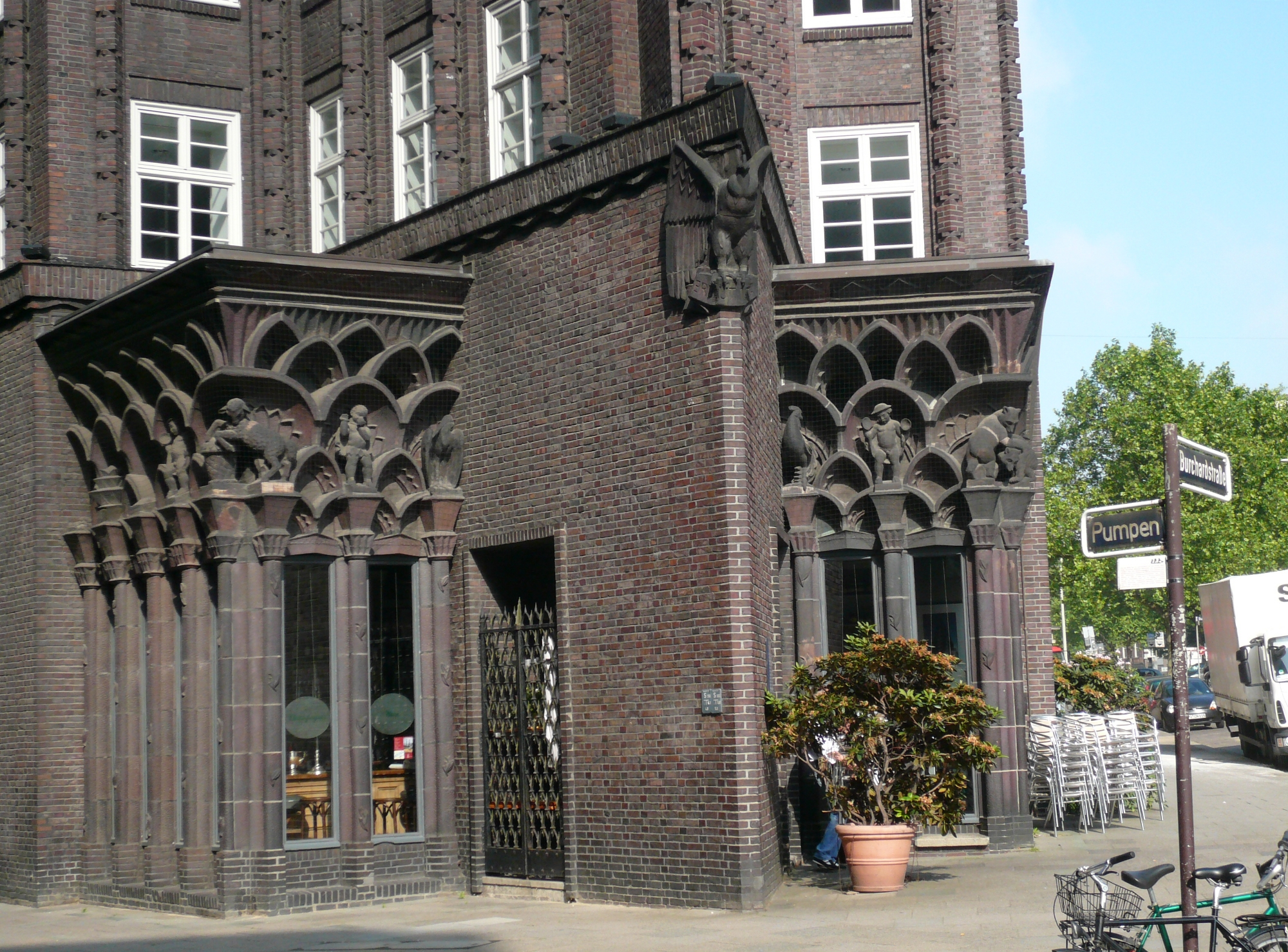
Ornamentación de la entrada
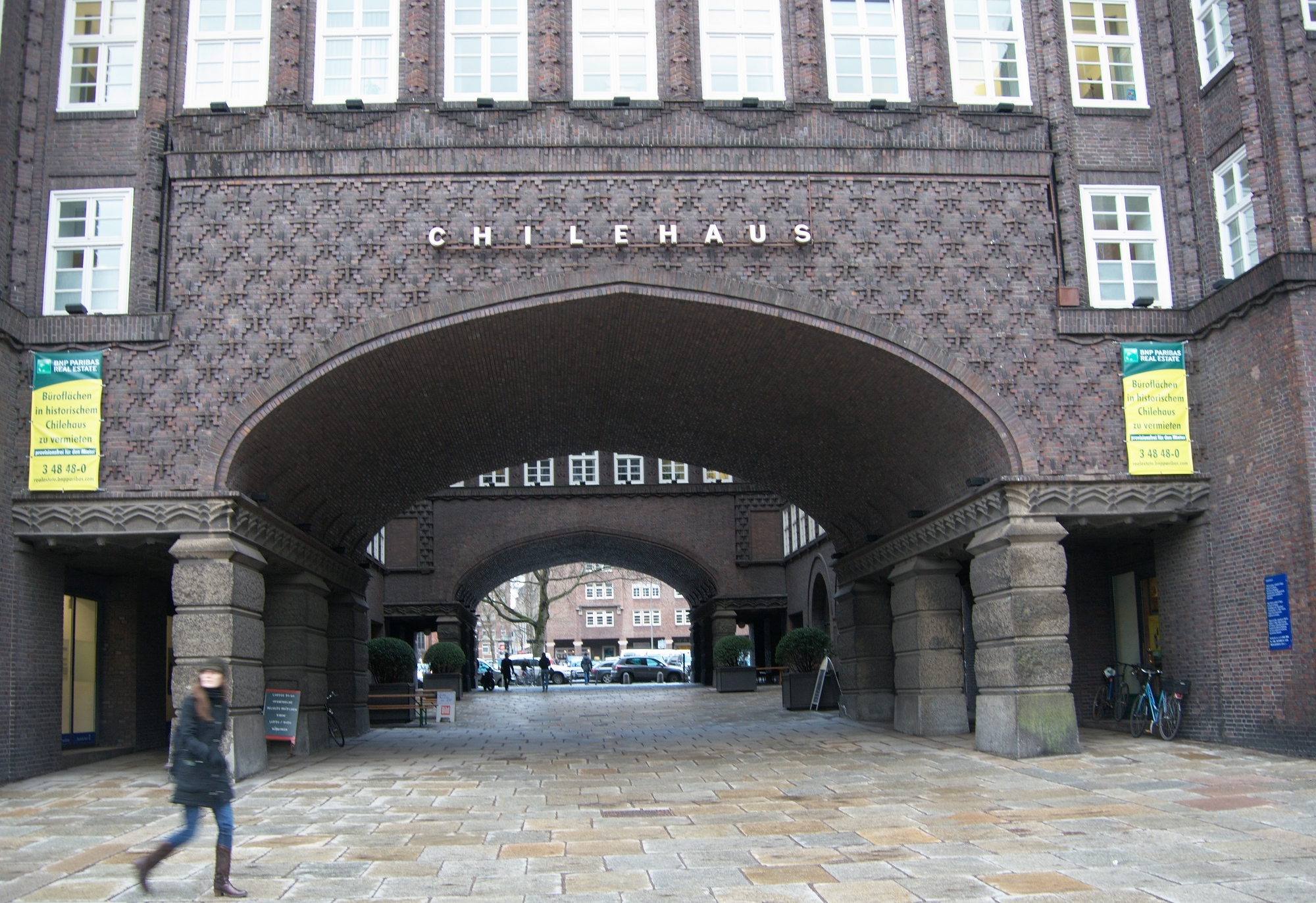
Pasaje interior
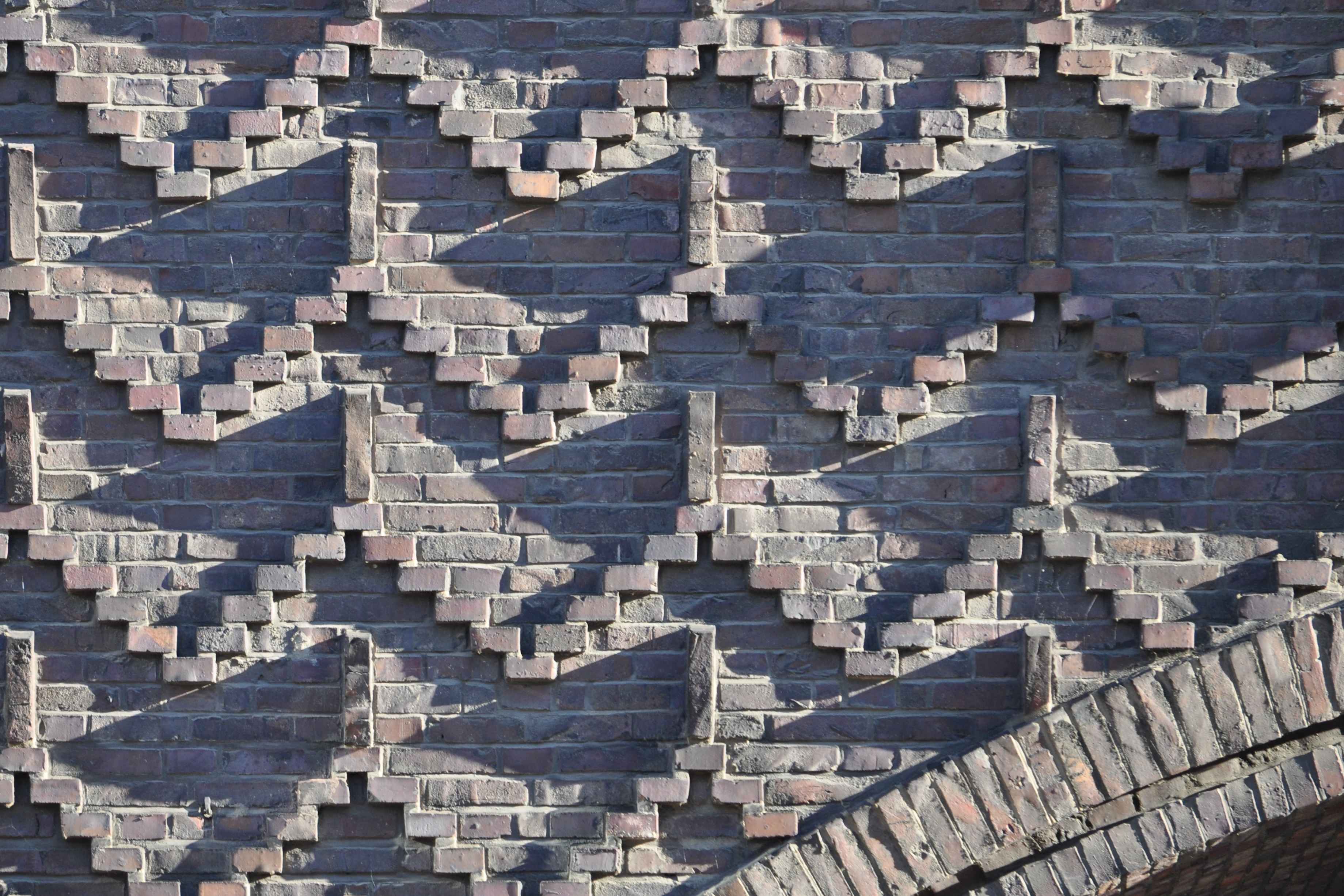
Decoración en ladrillo